# Silambam

V 1. části ukázka kalarippajattu
V 2. části boj s holí ve stylu silambam

Silambam je indické bojové umění s holí. Když se cvičenec naučí boj s holí, může přistoupit na trénování s mečem, kyjem či ocelovým prutem. Hůl používaná k boji je dlouhá přibližně 1,7 m a v průměru má 5 cm, váží od 0,5 do 1 kg. Výcvik boje beze zbraně se nazývá silambam kuttu varisai. V dnešní podobě se silambam zaměřuje na obranu proti několika útočníkům najednou, kteří mají více zbraní.
Bylo založeno v Kurindžských horách ve státě Kérala v 1. století př. n. l. zdejšími domorodci.